# Moravskoslezská fotbalová liga 2018/2019
V soubojích 28. ročníku Moravskoslezské fotbalové ligy 2018/19 (jedna ze skupin 3. nejvyšší soutěže) se utkává 16 týmů každý s každým dvoukolovým systémem podzim–jaro. Tento ročník začal v sobotu 4. srpna 2018 úvodními sedmi zápasy 1. kola a skončil v sobotu 15. června 2019 posledními zápasy 29. kola (30. kolo bylo předehráno na přelomu dubna a května 2019).

## Změny týmů oproti předchozímu ročníku
- Z předchozího ročníku FNL sestoupil poslední MFK Frýdek-Místek.
- Do FNL postoupilo vítězné mužstvo předchozího ročníku MSFL 1. SK Prostějov.
- V loňské sezoně skončily na sestupových příčkách týmy 1. HFK Olomouc a FK Mohelnice, které spadly do Divize E, resp. do Přeboru Olomouckého kraje.
- Z divizí postoupili oba vítězové – SFK Vrchovina Nové Město na Moravě z Divize D a FC Dolní Benešov z Divize E.

## Kluby, stadiony a umístění
Poznámka: Tabulka uvádí kluby v abecedním pořadí.
Legenda:
|  | Změny oproti předchozímu ročníku. |
|  | Krajská města.                    |

| Klub                               | Stadion                            | Kapacita | Město                | Kraj                 |
| ---------------------------------- | ---------------------------------- | --- | -------------------- | -------------------- |
| ČSK Uherský Brod                   | Orelský stadion                    | 6 000 | Uherský Brod         | Zlínský kraj         |
| FC Dolní Benešov                   | Stadion FC MSA Dolní Benešov       | 5 000 | Dolní Benešov        | Moravskoslezský kraj |
| FC Hlučín                          | Městský fotbalový stadion Hlučín   | 2 380 | Hlučín               | Moravskoslezský kraj |
| FC Odra Petřkovice                 | Stadion FC Odra Petřkovice         | 1 500 | Ostrava              | Moravskoslezský kraj |
| FC Velké Meziříčí                  | Stadion U Tržiště                  | 2 500 | Velké Meziříčí       | Vysočina             |
| FC Viktoria Otrokovice             | Fotbalový stadion ve Zlínské ulici | 1 000 | Otrokovice           | Zlínský kraj         |
| FK Hodonín                         | Stadion U Červených domků          | 5 000 | Hodonín              | Jihomoravský kraj    |
| MFK Frýdek-Místek                  | Stadion Stovky                     | 12 500 | Frýdek-Místek        | Moravskoslezský kraj |
| MFK Vyškov                         | Stadion Za Parkem                  | 3 000 | Vyškov               | Jihomoravský kraj    |
| SFK Vrchovina Nové Město na Moravě | Hřiště SFK Vrchovina               | & Chyba ve výrazu: Neočekávaný operátor / Chyba ve výrazu: Neočekávaný operátor / Chyba ve výrazu: Neočekávaný operátor / Chyba ve výrazu: Neočekávaný operátor / Chyba ve výrazu: Neočekávaný operátor / Chyba ve výrazu: Neočekávaný operátor / Chyba ve výrazu: Neočekávaný operátor / Chyba ve výrazu: Neočekávaný operátor / Chyba ve výrazu: Neočekávaný operátor / Chyba ve výrazu: Neočekávaný operátor / Chyba ve výrazu: Neočekávaný operátor / Chyba ve výrazu: Neočekávaný operátor / Chyba ve výrazu: Neočekávaný operátor / Chyba ve výrazu: Neočekávaný operátor / Chyba ve výrazu: Neočekávaný operátor / -1.0000-0 | Nové Město na Moravě | Kraj Vysočina        |
| SK Hanácká Slavia Kroměříž         | Stadion Jožky Silného              | 1 529 | Kroměříž             | Zlínský kraj         |
| SK Jiskra Rýmařov                  | Stadion SK Jiskra Rýmařov          | 1 750 | Rýmařov              | Moravskoslezský kraj |
| SK Líšeň                           | Fotbalový stadion v Kučerově ulici | 2 000 | Brno                 | Jihomoravský kraj    |
| SK Spartak Hulín                   | Sportovní areál města Hulín        | 2 500 | Hulín                | Zlínský kraj         |
| SK Uničov                          | Areál SK Uničov                    | 1 500 | Uničov               | Olomoucký kraj       |
| TJ Valašské Meziříčí               | Stadion TJ Valašské Meziříčí       | 2 000 | Valašské Meziříčí    | Zlínský kraj         |

## Konečná tabulka
| Poř. | Tým                                    | Z  | V  | R | P  | VG | OG  | B  |
| ---- | -------------------------------------- | -- | -- | - | -- | -- | --- | -- |
| 1.   | SK Líšeň                               | 30 | 18 | 7 | 5  | 67 | 33  | 61 |
| 2.   | FC Odra Petřkovice                     | 30 | 19 | 3 | 8  | 58 | 35  | 60 |
| 3.   | MFK Frýdek-Místek (S)                  | 30 | 19 | 3 | 8  | 54 | 33  | 60 |
| 4.   | SK Hanácká Slavia Kroměříž             | 30 | 17 | 6 | 7  | 62 | 31  | 57 |
| 5.   | SK Uničov                              | 30 | 15 | 6 | 9  | 54 | 36  | 51 |
| 6.   | MFK Vyškov                             | 30 | 14 | 9 | 7  | 59 | 35  | 51 |
| 7.   | FC Velké Meziříčí                      | 30 | 11 | 9 | 10 | 55 | 61  | 42 |
| 8.   | FC Viktoria Otrokovice                 | 30 | 12 | 4 | 14 | 63 | 55  | 40 |
| 9.   | FC Hlučín                              | 30 | 10 | 9 | 11 | 46 | 41  | 39 |
| 10.  | ČSK Uherský Brod                       | 30 | 11 | 6 | 13 | 46 | 48  | 39 |
| 11.  | FC Dolní Benešov (N)                   | 30 | 10 | 7 | 13 | 37 | 52  | 37 |
| 12.  | SFK Vrchovina Nové Město na Moravě (N) | 30 | 9  | 8 | 13 | 44 | 58  | 35 |
| 13.  | FK Hodonín                             | 30 | 10 | 5 | 15 | 43 | 43  | 35 |
| 14.  | SK Jiskra Rýmařov                      | 30 | 9  | 8 | 13 | 49 | 55  | 35 |
| 15.  | SK Spartak Hulín                       | 30 | 6  | 5 | 19 | 40 | 75  | 23 |
| 16.  | TJ Valašské Meziříčí                   | 30 | 0  | 5 | 25 | 14 | 100 | 5  |

|  | Postup do FNL 2019/20                                   |
|  | Sestup do Divize E 2019/20                              |
|  | Sestup do Divize F 2019/20                              |
|  | SK Spartak Hulín se po sezóně odhlásil ze soutěží mužů. |

## Výsledky
|                                    | LIS | PTK | FRM | KRO | UNI | VYS | VEM | OTR | HLU | UHB | DBE | VNM | HOD | RYM | HUL | VAM |
| ---------------------------------- | --- | --- | --- | --- | --- | --- | --- | --- | --- | --- | --- | --- | --- | --- | --- | --- |
| SK Líšeň                           | —   | 1:2 | 4:2 | 2:1 | 4:1 | 1:1 | 1:2 | 2:0 | 1:1 | 2:1 | 3:0 | 3:0 | 1:1 | 2:0 | 3:0 | 1:0 |
| FC Odra Petřkovice                 | 0:1 | —   | 6:0 | 0:1 | 1:0 | 0:5 | 2:0 | 2:1 | 2:2 | 1:0 | 2:2 | 5:1 | 2:0 | 1:3 | 4:1 | 2:1 |
| MFK Frýdek-Místek                  | 2:2 | 2:0 | —   | 1:0 | 2:1 | 2:0 | 2:0 | 1:3 | 2:0 | 2:3 | 6:0 | 4:1 | 1:0 | 1:0 | 5:1 | 1:0 |
| SK Hanácká Slavia Kroměříž         | 3:0 | 0:1 | 0:1 | —   | 2:2 | 1:1 | 1:1 | 1:0 | 3:0 | 3:1 | 5:1 | 2:4 | 2:0 | 4:1 | 4:2 | 5:0 |
| SK Uničov                          | 2:2 | 0:1 | 0:2 | 2:1 | —   | 2:0 | 0:3 | 0:3 | 0:0 | 2:2 | 5:0 | 3:1 | 1:1 | 1:1 | 3:0 | 4:0 |
| MFK Vyškov                         | 0:2 | 3:0 | 2:1 | 0:0 | 0:2 | —   | 5:1 | 2:1 | 1:1 | 3:2 | 2:0 | 1:1 | 2:1 | 1:1 | 3:0 | 4:1 |
| FC Velké Meziříčí                  | 2:1 | 1:1 | 2:2 | 2:5 | 1:2 | 2:4 | —   | 2:3 | 2:1 | 1:1 | 2:1 | 1:2 | 2:1 | 1:6 | 5:0 | 6:2 |
| FC Viktoria Otrokovice             | 3:3 | 2:3 | 2:4 | 3:3 | 1:2 | 1:1 | 3:5 | —   | 0:2 | 3:1 | 3:4 | 4:0 | 1:0 | 3:2 | 1:1 | 4:0 |
| FC Hlučín                          | 2:0 | 0:4 | 2:1 | 1:3 | 1:3 | 0:0 | 8:1 | 1:4 | —   | 3:1 | 2:2 | 3:0 | 0:1 | 1:0 | 1:0 | 4:0 |
| ČSK Uherský Brod                   | 0:4 | 2:3 | 0:1 | 1:1 | 3:2 | 3:0 | 1:1 | 2:1 | 1:1 | —   | 2:1 | 0:2 | 0:2 | 3:0 | 4:3 | 0:0 |
| FC Dolní Benešov                   | 2:3 | 0:2 | 2:0 | 1:0 | 1:0 | 2:3 | 0:0 | 1:0 | 1:0 | 0:1 | —   | 0:0 | 3:2 | 1:3 | 1:2 | 2:2 |
| SFK Vrchovina Nové Město na Moravě | 1:1 | 1:2 | 0:0 | 2:3 | 1:2 | 2:1 | 2:2 | 3:5 | 2:1 | 0:2 | 0:0 | —   | 2:1 | 2:2 | 1:1 | 2:1 |
| FK Hodonín                         | 1:2 | 2:0 | 0:1 | 0:1 | 1:4 | 1:0 | 2:2 | 2:1 | 0:0 | 4:2 | 1:2 | 3:2 | —   | 3:1 | 1:2 | 6:0 |
| SK Jiskra Rýmařov                  | 1:8 | 2:1 | 2:1 | 0:1 | 1:2 | 1:1 | 1:3 | 5:0 | 1:1 | 1:3 | 1:1 | 2:3 | 2:1 | —   | 1:1 | 1:1 |
| SK Spartak Hulín                   | 2:3 | 1:3 | 0:1 | 1:3 | 0:2 | 3:7 | 1:1 | 0:3 | 3:2 | 1:0 | 0:3 | 3:1 | 2:3 | 3:4 | —   | 2:2 |
| TJ Valašské Meziříčí               | 0:4 | 0:5 | 0:3 | 0:2 | 0:4 | 0:6 | 0:1 | 0:4 | 2:5 | 0:4 | 0:3 | 0:5 | 2:2 | 0:3 | 0:4 | —   |

## Statistiky

### Střelci
Nejlepšími střelci ročníku se stali frýdecko-místecký útočník Adam Varadi a kroměřížský útočník Jan Silný, kteří soupeřům nastříleli shodně 21 branku.
| Pořadí | Hráč           | Klub | Góly |
| ------ | -------------- | ---- | ---- |
| 1.     | neznámá vlajka |      |      |
| 2.     | neznámá vlajka |      |      |
| 3.     | neznámá vlajka |      |      |
| 4.     | neznámá vlajka |      |      |
| 5.     | neznámá vlajka |      |      |

### Vychytané nuly
| Pořadí | Brankář        | Klub | Vychytané nuly |
| ------ | -------------- | ---- | -------------- |
| 1.     | neznámá vlajka |      |                |
| 2.     | neznámá vlajka |      |                |
| 3.     | neznámá vlajka |      |                |